# Штайнерберг
Штайнерберг (нім. Steinerberg) — громада  в Швейцарії в кантоні Швіц, округ Швіц.

## Географія
Громада розташована на відстані близько 90 км на схід від Берна, 7 км на північний захід від Швіца.
Штайнерберг має площу 6,9 км², з яких на 6,2% дозволяється будівництво (житлове та будівництво доріг), 64,2% використовуються в сільськогосподарських цілях, 29% зайнято лісами, 0,6% не є продуктивними (річки, льодовики або гори).

## Демографія
2019 року в громаді мешкало 939 осіб (+8,7% порівняно з 2010 роком), іноземців було 9,7%. Густота населення становила 136 осіб/км².
За віковим діапазоном населення розподілялося таким чином: 21,1% — особи молодші 20 років, 62% — особи у віці 20—64 років, 16,9% — особи у віці 65 років та старші. Було 379 помешкань (у середньому 2,4 особи в помешканні).
Із загальної кількості 358 працюючих 98 було зайнятих в первинному секторі, 50 — в обробній промисловості, 210 — в галузі послуг.